# Epicrates cenchria cenchria
Epicrates cenchria cenchria je poddruh hroznýšovce duhového.

## Popis
Tento poddruh dorůstá malých rozměrů, 120 až 180 cm. Má také jako všichni hroznýšovci duhoví irizující šupiny. Po celém těle se táhnou černé nepravidelné kruhy.

## Rozšíření
Tento poddruh je rozšířen v Brazílii, většinu času tráví na stromech, slézá ale i na zem. Hroznýšovci jsou aktivní za soumraku a v noci.

## Chov
Tento poddruh potřebuje terárium o rozměrech 100×50×50 cm. Had je nenáročný na chov, denní teplota by měla být udržována na 24–28 °C, noční teplota na 20–22 °C. Vlhkost v teráriu by měla být 70–80 %. Na dno terária lze položit např. rašelinu s pískem (v poměru 1:1 tento substrát drží dobře vlhkost). Dále má být v teráriu hlubší miska na pití (rádi se koupou) a pevně ukotvené větve na lezení.
Jako potrava jsou vhodné myši nebo mláďata potkanů, vše v závislosti na velikosti chovaného jedince.